# 픽사의 영화 목록
픽사는 미국 캘리포니아주 에머리빌에 위차한 CGI 영화 제작사다. 픽사는 렌더맨 소프트웨어를 사용해 컴퓨터 애니메이션을 제작하는 것으로 알려져 있다.

## 영화

### 개봉
| #  | 제목                   | 개봉 년도 | 감독                                              | 작가                                                                | 작가                                                              | 제작자                                    | 작곡가                 |
| #  | 제목                   | 개봉 년도 | 감독                                              | 원안                                                                | 각본                                                              | 제작자                                    | 작곡가                 |
| -- | ---------------------- | --------- | ------------------------------------------------- | ------------------------------------------------------------------- | ----------------------------------------------------------------- | ----------------------------------------- | ---------------------- |
| 1  | 토이 스토리            | 1995      | 존 래시터                                         | 존 래시터, 피트 닥터, 앤드루 스탠턴, 조 랜프트                      | 조스 휘던, 앤드루 스탠턴, 조엘 코헨, 앨런 소코로브                | 레프 루겐하임 보니 아널드                 | 랜디 뉴먼              |
| 2  | 벅스 라이프            | 1998      | 존 래시터공동감독 앤드루 스탠턴                   | 조스 휘던, 앤드루 스탠턴, 조 랜프트                                 | 앤드루 스탠턴, 도널드 맥케너리, 밥 쇼                             | 달라 K. 앤더슨, 케빈 레서                 | 랜디 뉴먼              |
| 3  | 토이 스토리 2          | 1999      | 존 래시터공동감독 리 언크리치, 애시 브래넌        | 존 래시터, 피트 닥터, 애시 브래넌, 앤드루 스탠턴                    | 앤드루 스탠턴, 리타 샤오, 더그 체임벌린, 크리스 웨브              | 헬렌 피오킨, 카렌 로버트 잭슨             | 랜디 뉴먼              |
| 4  | 몬스터 주식회사        | 2001      | 피트 닥터 공동감독 리 언크리치, 데이비드 실버맨   | 피트 닥터, 질 컬턴, 제프 피전, 랠프 에글스턴                        | 댄 거슨, 앤드루 스탠턴                                            | 달라 K. 앤더슨                            | 랜디 뉴먼              |
| 5  | 니모를 찾아서          | 2003      | 앤드루 스탠턴                                     | 앤드루 스탠턴                                                       | 앤드루 스탠턴, 밥 피터슨, 데이비드 레이놀즈                       | 그레이엄 워터스                           | 토마스 뉴만            |
| 6  | 인크레더블             | 2004      | 브래드 버드                                       | 브래드 버드                                                         | 브래드 버드                                                       | 존 워커                                   | 마이클 지아치노        |
| 7  | 카                     | 2006      | 존 래시터공동감독 조 랜프트                       | 존 래시터, 조 랜프트, 조근 킬러빈                                   | 존 래시터, 조 랜프트 댄 포글리면, 카일 머리, 필 로인, 조근 킬러빈 | 달라 K. 엔더슨                            | 랜디 뉴먼              |
| 8  | 라따뚜이               | 2007      | 브래드 버드공동감독 잰 핀카바                     | 잰 핀카바, 짐 카포비안코, 브래드 버드                               | 브래드 버드                                                       | 브래드 루이스                             | 마이클 지아치노        |
| 9  | 월-E                   | 2008      | 앤드루 스탠턴                                     | 앤드루 스탠턴, 피트 닥터                                            | 앤드루 스탠턴, 짐 리어든                                          | 짐 모리스                                 | 토마스 뉴먼            |
| 10 | 업                     | 2009      | 피트 닥터공동감독 밥 피터슨                       | 피트 닥터, 밥 피터슨, 토머스 매카시                                 | 밥 피터슨, 피트 닥터                                              | 조나스 리베라                             | 마이클 지아치노        |
| 11 | 토이 스토리 3          | 2010      | 리 언크리치                                       | 존 래시터, 앤드루 스탠턴, 리 언크리치                               | 마이클 안트                                                       | 달라 K. 엔더슨                            | 랜디 뉴먼              |
| 12 | 카 2                   | 2011      | 존 래시터공동감독 브래드 루이스                   | 존 래시터, 브래드 루이스, 댄 포글리면                               | 벤 퀸                                                             | 데니쉬 린                                 | 마이클 지아치노        |
| 13 | 메리다와 마법의 숲     | 2012      | 마크 앤드루스, 브렌다 채프먼 공동감독 스티브 퍼셀 | 스티브 퍼셀                                                         | 스티브 퍼셀, 마크 앤드루스, 브렌다 채프먼, 아이린 메치            | 케서린 사라핀                             | 패트릭 도일            |
| 14 | 몬스터 대학교          | 2013      | 댄 스캔런                                         | 댄 스캔런, 로버트 L 베어드, 댄 거슨                                 | 댄 스캔런, 로버트 L 베어드, 댄 거슨                               | 코리 라이                                 | 랜디 뉴먼              |
| 15 | 인사이드 아웃          | 2015      | 피트 닥터공동감독 로니 델카르멘                   | 피트 닥터, 로니 델카르멘                                            | 피트 닥터, 메그 르포브, 조시 쿨리                                 | 조나스 리베라                             | 마이클 지아치노        |
| 16 | 굿 다이노              | 2015      | 피터 손                                           | 피터 손, 엔리코 카사로사, 메그 르포브, 케슬리 만, 밥 피터슨         | 메그 르포브                                                       | 데니스 림                                 | 마이클 대나, 제프 대나 |
| 17 | 도리를 찾아서          | 2016      | 앤드루 스탠턴 공동감독 앵거스 매클레인            | 앤드루 스탠턴                                                       | 린지 콜린스                                                       | 엑셀 게즈                                 | 토머스 뉴먼            |
| 18 | 카 3                   | 2017      | 브라이언 피                                       | 브라이언 피, 벤 퀸, 에이얄 포델, 조나단 E. 스튜어트                 | 킬 머레이, 밥 피터슨, 마이크 리치                                 | 케빈 리허 공동 프로듀서 안드레아 워렌     | 랜디 뉴먼              |
| 19 | 코코                   | 2017      | 리 언크리치공동 감독 애드리언 몰리나              | 리 언크리치, 제이콥 카즈, 매튜 알드리치, 애드리언 몰리나            | 애드리언 몰리나, 매튜 알드리치                                    | 달라 K. 엔더슨                            | 마이클 지아치노        |
| 20 | 인크레더블 2           | 2018      | 브래드 버드                                       | 브래드 버드                                                         | 브래드 버드                                                       | 존 워커, 니콜 파라디스 그린들             | 마이클 지아치노        |
| 21 | 토이 스토리 4          | 2019      | 리 언크리치공동 감독 애드리언 몰리나              | 존 래시터, 리 언크리치, 제이콥 카즈, 매튜 알드리치, 애드리언 몰리나 | 애드리언 몰리나, 매튜 알드리치                                    | 달라 K. 엔더슨                            | 마이클 지아치노        |
| 22 | 온워드: 단 하루의 기적 | 2020      | 댄 스캔런                                         | 댄 스캔런, 제이슨 헤들리, 키스 버닌                                 | 코리 래                                                           | 마이클 대나, 제프 대나                    |                        |
| 23 | 소울                   | 2020      | 피트 닥터                                         | 피트 닥터, 마이크 존스, 캠프 파워스                                 | 다나 머레이                                                       | 존 바티스트, 트렌트 레즈너, 애티커스 로스 |                        |
| 24 | 루카                   | 2021      | 엔리코 카사로사                                   | 엔리코 카사로사, 제시 앤드루스, 사이먼 스티븐슨                     | 제시 앤드루스, 마이크 존스                                        | 안드레아 워런                             | 댄 로머                |
| 25 | 메이의 새빨간 비밀     | 2022      | 도미 시                                           | 줄리아 조, 도미 시, 새라 슈트라이허                                 | 줄리아 조, 도미 시                                                | 린지 콜린스                               | 루드비그 예란손        |
| 26 | 버즈 라이트이어        | 2022      | 앵거스 맥레인                                     | 매튜 올드리치, 제이슨 헤들리, 맥레인                                | 헤들리와 맥레인                                                   | 갤린 서스먼                               | 마이클 자키노          |
| 27 | 엘리멘탈               | 2023      | 피터 손                                           | 존 호버그, 브렌다 쉬에, 캣 리켈, 피터 손                            | 존 호버그, 브렌다 쉬에, 캣 리켈                                   | 데니스 림                                 | 토머스 뉴먼            |
| 28 | 인사이드 아웃 2        | 2024      | 켈시 만                                           | 켈시 만, 메그 르포브                                                | 데이브 홀스타인, 메그 르포브                                      | 마크 닐슨                                 | 안드레아 다츠만        |
| 29 | 엘리오                 | 2025      | 매들린 섀러피언, 도미 시, 아드리안 몰리나         | 매들린 섀러피언, 도미 시, 줄리아 초                                 | 줄리아 초, 마크 해머, 마이크 존스                                 | 메리 앨리스 드럼                          | 롭 사이먼슨            |

1. ↑  캠프 파워스와 공동 감독.

## 평가

### 박스오피스 기록
| 영화               | 예산    | 미국과 캐나다 수익 | 미국과 캐나다 수익 | 세계 수익      | 비고   |
| 영화               | 예산    | 첫 주              | 전체 기간          | 세계 수익      | 비고   |
| ------------------ | ------- | ------------------ | ------------------ | -------------- | ------ |
| 토이 스토리        | $3000만 | $29,140,617        | $191,796,233       | $370,638,993   | [ 2 ]  |
| 벅스 라이프        | $1.2억  | $33,258,052        | $162,798,565       | $363,398,565   | [ 3 ]  |
| 토이 스토리 2      | $9000만 | $57,388,839        | $245,852,179       | $490,728,379   | [ 4 ]  |
| 몬스터 주식회사    | $1.15억 | $62,577,067        | $289,916,256       | $562,816,256   | [ 5 ]  |
| 니모를 찾아서      | $9400만 | $70,251,710        | $380,843,261       | $936,743,261   | [ 6 ]  |
| 인크레더블         | $9200만 | $70,467,623        | $261,441,092       | $631,442,092   | [ 7 ]  |
| 카                 | $1.2억  | $60,119,509        | $244,082,982       | $461,983,149   | [ 8 ]  |
| 라따뚜이           | $1.5억  | $47,027,395        | $206,445,654       | $623,722,818   | [ 9 ]  |
| 월-E               | $1.8억  | $63,087,526        | $223,808,164       | $521,311,860   | [ 10 ] |
| 업                 | $1.75억 | $68,108,790        | $293,004,164       | $731,342,744   | [ 11 ] |
| 토이 스토리 3      | $2억    | $110,307,189       | $415,004,880       | $1,063,171,911 | [ 12 ] |
| 카 2               | $2억    | $66,135,507        | $191,452,396       | $559,852,396   | [ 13 ] |
| 메리다와 마법의 숲 | $1.85억 | $66,323,594        | $237,283,207       | $538,983,207   | [ 14 ] |
| 몬스터 대학교      | $2억    | $82,429,469        | $268,492,764       | $743,559,607   | [ 15 ] |
| 인사이드 아웃      | $1.75억 | $90,440,272        | $351,460,363       | $747,360,363   | [ 16 ] |
| 굿 다이노          | $1.75억 | $3920만            | $1.23억            | $3.32억        |        |
| 도리를 찾아서      | $2억    | $1.35억            | $4.86억            | $10.3억        |        |

### 평점
| 영화            | 평론가             | 평론가     | 대중         |
| 영화            | 로튼 토마토        | 메타크리틱 | 시네마스코어 |
| --------------- | ------------------ | ---------- | ------------ |
| 토이 스토리     | 100% (96명)        | 95 (26명)  | A            |
| 벅스 라이프     | 92% (89명)         | 77 (23명)  | A            |
| 토이 스토리 2   | 100% (172 reviews) | 88 (34명)  | A+           |
| 몬스터 주식회사 | 96% (199 reviews)  | 79 (35명)  | A+           |

### 아카데미상 우승 및 후보 임명
| 영화               | 작품상 | 애니메이션 작품상 | 각본상 | 음악상 | 주제가상 | 음향편집상 | 음향효과상 | 기타          |
| ------------------ | ------ | ----------------- | ------ | ------ | -------- | ---------- | ---------- | ------------- |
| 토이 스토리        |        | 작품상 제정 이전  | 후보   | 후보   | 후보     |            |            | 특별업적 수상 |
| 벅스 라이프        |        | 작품상 제정 이전  |        | 후보   |          |            |            |               |
| 토이 스토리 2      |        | 작품상 제정 이전  |        |        | 후보     |            |            |               |
| 몬스터 주식회사    |        | 후보              |        | 후보   | 수상     | 후보       |            |               |
| 니모를 찾아서      |        | 수상              | 후보   | 후보   |          | 후보       |            |               |
| 인크레더블         |        | 수상              | 후보   |        |          | 수상       | 후보       |               |
| 카                 |        | 후보              |        |        | 후보     |            |            |               |
| 라따뚜이           |        | 수상              | 후보   | 후보   |          | 후보       | 후보       |               |
| 월-E               |        | 수상              | 후보   | 후보   | 후보     | 후보       | 후보       |               |
| 업                 | 후보   | 수상              | 후보   | 수상   |          | 후보       |            |               |
| 토이 스토리 3      | 후보   | 수상              |        |        | 수상     | 후보       |            | 각색 후보     |
| 메리다와 마법의 숲 |        | 수상              |        |        |          |            |            |               |
| 인사이드 아웃      |        | 수상              | 후보   |        |          |            |            |               |
| 코코               |        | 수상              |        |        | 수상     |            |            |               |
| 인크레더블 2       |        | 후보              |        |        |          |            |            |               |
| 토이 스토리 4      |        | 수상              |        |        | 후보     |            |            |               |
| 온워드             |        | 후보              |        |        |          |            |            |               |
| 소울               |        | 수상              |        | 수상   |          | 후보       | 후보       |               |
| 루카               |        | 후보              |        |        |          |            |            |               |

## 같이 보기
- 픽사의 단편 목록
- 컴퓨터 애니메이션 영화 목록
- 디즈니의 장편 애니메이션 영화 목록
- 20세기 스튜디오의 장편 애니메이션 영화 목록